# Montboyer
Montboyer – miejscowość i gmina we Francji, w regionie Nowa Akwitania, w departamencie Charente.
Według danych na rok 1990 gminę zamieszkiwało 440 osób, a gęstość zaludnienia wynosiła 16 osób/km² (wśród 1467 gmin regionu Poitou-Charentes Montboyer plasuje się na 596. miejscu pod względem liczby ludności, natomiast pod względem powierzchni na miejscu 213.).